# 411
| 411                |
| ------------------ |
| Dødsfald - Fødsler |
|                    |

| Gregoriansk kalender | 411 CDXI                |
| Ab urbe condita      | 1164                    |
| Armensk kalender     | I/T                     |
| Kinesiske kalender   | 3107 – 3108 庚戌 – 辛亥 |
| Etiopisk kalender    | 403 – 404               |
| Jødisk kalender      | 4171 – 4172             |
| Hindukalendere       |                         |
| - Vikram Samvat      | 466 – 467               |
| - Shaka Samvat       | 333 – 334               |
| - Kali Yuga          | 3512 – 3513             |
| Iransk kalender      | 211 BP – 210 BP         |
| Islamisk kalender    | 218 BH – 217 BH         |

## Begivenheder
- Ved årets begyndelse gør tre forskellige kejsere krav på den vestromerske trone. Foruden den officielle kejser Honorius er det Konstantin 3. og Maximus (i Spanien). Den tidligere modkejser Priscus Attalus var i 410 blevet sat fra bestillingen af sin sponsor, Alarik.
- I dette urolige år udpeges den østromerske kejser Theodosius som consul i øst, mens der ikke udpeges nogen consul for det vestromerske rige.
- Store dele af Gallien (Frankrig) styres af Konstantin 3., der fra sin base i Arles forsøger at udbygge sin magtstilling.
- Det nordlige Hispania (Spanien) regeres af oprørskejseren Maximus, som dog er helt i lommen på generalen Gerontius.
- Resten af Hispania er i færd med at blive udplyndret af alaner, sveber og vandaler.
- Det visigotiske folk, ledet af kong Ataulf, plyndrer sig vej gennem Italien, og den vestromerske hær er for svag til at forhindre det.
- General Gerontius indleder en belejring af Konstantin 3. i Arles.
- Den vestromerske general Constantius fører sin hær til Arles, hvor han først besejrer Gerontius, og derefter tvinger Konstantin til at overgive sig.
- Konstantin får lovet frit lejde til at tale sin sag for kejser Honorius i Ravenna, men undervejs bliver han myrdet, og det er kun hans afhuggede hoved, der når frem til Ravenna 18. september 411.
- Modkejseren Maximus flygter fra Nordspanien, og man hører ikke mere til ham. Til gengæld kommer der en ny modkejser i det nordlige Gallien, Jovinus, som har støtte fra lokale adelsmænd samt fra alaner og burgundere, der har slået sig ned i området.
- Jovinus anerkender burgundernes rige i Gallien, koncentreret omkring byerne Borbetomagus (Worms) og Noviomagus (Speyer). Burgunderne ledes af kong Gundahar.
- I Hispania deler alanerne, sveberne og de to vandalske stammer det meste af halvøen mellem sig - i forhold til deres magt og antal (se kortet).

### Religion
- I Karthago afholdes et kirkemøde, efter ordre fra kejser Honorius, og ledet af adels- og embedsmanden Marcellinus af Karthago. Formålet er at få donatisterne tilbage til den rene katolske tro, og de får forbud mod at praktisere deres trosretning.

## Dødsfald
- Rufinus af Aquileia, teolog og historiker. Døde på Sicilien.
- Constans, søn af Konstantin 3. Dræbt i forbindelse med kampe mod generalen Gerontius.
- Gerontius, romersk oprørsgeneral. Hans hær blev besejret af general Constantius, og han begik selvmord, da han kom tilbage til Nordspanien.
- Konstantin 3. Dræbt på vej til Ravenna i september.